# Heriberto Aguayo
Heriberto Aguayo (nacido el 24 de julio de 1991 en Zapopan, Jalisco), es un futbolista mexicano. Actualmente juega para Sporting Akd  de la liga tdp  y se desempeña como defensor.

## Trayectoria
Hizo su debut en Tecos de la UAG.

### Clubes
| Club                   | País                | Año             | Partidos | Goles | Media |
| ---------------------- | ------------------- | --------------- | -------- | ----- | ----- |
| Estudiantes Tecos      | México              | 2012 - 2014     | 51       | 3     | 0.06  |
| Mineros de Zacatecas   | México              | 2014            | 13       | 2     | 0.15  |
| Club de Fútbol Pachuca | México              | 2015            | 4        | 0     | 0     |
| Mineros de Zacatecas   | México              | 2015            | 14       | 0     | 0     |
| Dorados de Sinaloa     | México              | 2016            | 5        | 0     | 0     |
| Mineros de Zacatecas   | México              | 2016 - Presente | 38       | 1     | 0.03  |
| Total en su carrera    | Total en su carrera | 2012 - Presente | 125      | 6     | 0.05  |

### Estadísticas
La siguiente tabla detalla los encuentros disputados y los goles marcados en los clubes en los que ha militado.
 Actualizado al 13 de septiembre de 2016.
Último partido citado: Venados 4 - 4 Mineros
| Club                            | Temporada           | Liga | Liga | Copas Nacionales * | Copas Nacionales * | Copas Internacionales ** | Copas Internacionales ** | Total | Total |
| Club                            | Temporada           | PJ   | G    | PJ                 | G                  | PJ                       | G                        | PJ    | G     |
| ------------------------------- | ------------------- | ---- | ---- | ------------------ | ------------------ | ------------------------ | ------------------------ | ----- | ----- |
| Estudiantes Tecos · México      | 2012/13             | 13   | 0    | 10                 | 0                  | 0                        | 0                        | 23    | 0     |
| Estudiantes Tecos · México      | 2013/14             | 25   | 2    | 3                  | 1                  | 0                        | 0                        | 28    | 3     |
| Estudiantes Tecos · México      | Total               | 38   | 2    | 13                 | 1                  | 0                        | 0                        | 51    | 3     |
| Mineros de Zacatecas · México   | 2014                | 13   | 2    | 0                  | 0                  | 0                        | 0                        | 13    | 2     |
| Mineros de Zacatecas · México   | 2015                | 8    | 0    | 6                  | 0                  | 0                        | 0                        | 14    | 0     |
| Mineros de Zacatecas · México   | 2016                | 0    | 0    | 1                  | 0                  | -                        | -                        | 1     | 0     |
| Mineros de Zacatecas · México   | Total               | 21   | 2    | 7                  | 0                  | 0                        | 0                        | 28    | 2     |
| Club de Fútbol Pachuca · México | 2015                | 4    | 0    | 0                  | 0                  | 0                        | 0                        | 4     | 0     |
| Club de Fútbol Pachuca · México | Total               | 4    | 0    | 0                  | 0                  | 0                        | 0                        | 4     | 0     |
| Dorados de Sinaloa · México     | 2016                | 3    | 0    | 2                  | 0                  | 0                        | 0                        | 5     | 0     |
| Dorados de Sinaloa · México     | Total               | 3    | 0    | 2                  | 0                  | 0                        | 0                        | 5     | 0     |
| Total en su carrera             | Total en su carrera | 66   | 4    | 22                 | 1                  | 0                        | 0                        | 88    | 5     |

## Palmarés

### Campeonatos nacionales
| Título          | Club              | País   | Año  |
| --------------- | ----------------- | ------ | ---- |
| Liga de Ascenso | Estudiantes Tecos | México | 2014 |